# Sanga
Sanga, popř. Sangha, je řeka ve Střední Africe na území Středoafrické republiky a Republiky Kongo a částečně také tvoří státní hranici s Kamerunem. Je to pravý přítok Konga. Od soutoku zdrojnic je dlouhá 790 km a od pramene Kadei 1300 km. Povodí má rozlohu 200 000 km².

## Průběh toku
Vzniká soutokem řek Kadei a Mambere. Největší přítoky jsou Dja zprava a Likvala-oz-Ero zleva.

## Vodní režim
Zdroj vody je převážně dešťový. Průměrný průtok vody u města Veso je v březnu 700 m³/s a v říjnu a listopadu 4250 m³/s.

## Využití
Vodní doprava je možná na celém toku od ústí k soutoku zdrojnic. Po řece se plaví dřevo. Je na ní rozvinuté rybářství.